# Ремпутьмаш (Калуга)
Это статья о заводе. О холдинге «Ремпутьмаш» см. статью «Ремпутьмаш»
АО «Калужский завод „Ремпутьмаш“», входит в дивизион «Путевая техника» АО «Синара - Транспортные Машины» — машиностроительное предприятие России, расположенное в городе Калуге.

## История
Завод основан 10 августа 1944 года как «Калужский путевой ремонтно-механический завод» на базе штата и оборудования «Князевского путевого ремонтно-механического завода» (Рязанско-Уральская железная дорога) и частично «Джусалимского путевого ремонтно-механического завода» (Оренбургская железная дорога). В это время завод выпускал противоугоны, запасные части, ремонтировал экскаваторы.
В 1997 году указанием МПС России Калужский путевой ремонтно-механический завод преобразовывается в Государственное унитарное предприятие Калужский завод «Ремпутьмаш» и становится головным заводом объединения, в состав которого вошли десять ремонтно-механических заводов.
В 2003 году ГУП Калужский завод «Ремпутьмаш» преобразован в филиал компании ОАО «РЖД». В мае принято соответствующее решение о реорганизации филиала в дочернее общество ОАО «РЖД».
В 2018 году вошел в состав холдинга "Синара - Транспортные Машины"

## Продукция

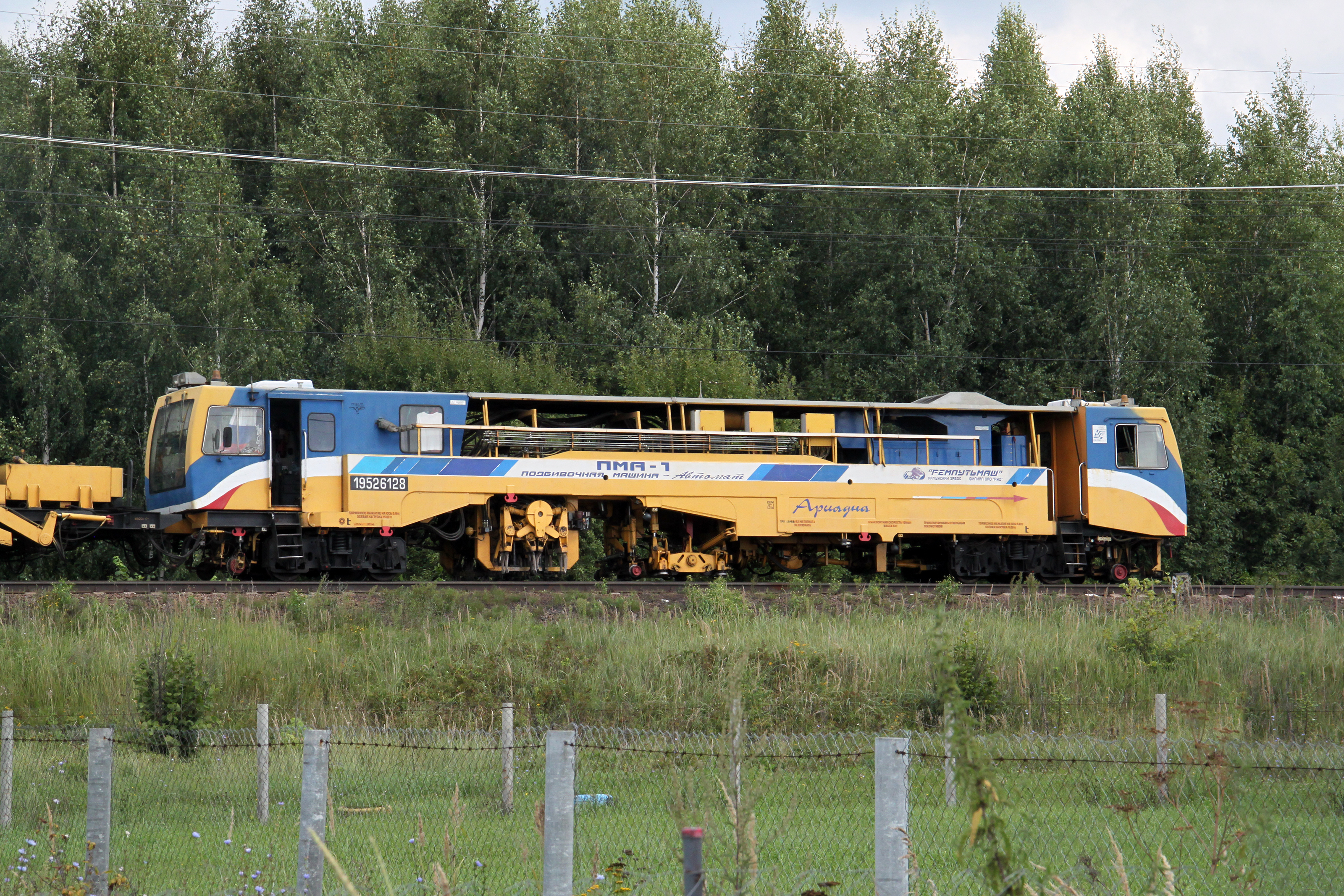
Выправочно-подбивочно-рихтовочная машина ПМА-1 «Ариадна»

Основными видами деятельности завода являются:
- изготовление и модернизация высокопроизводительных путевых машин
- производство всех видов ремонта эксплуатационного парка путевых машин
- изготовление и ремонт узлов и агрегатов путевой техники
- изготовление и капитальный ремонт вагонных замедлителей
- изготовление путевого гидравлического инструмента.

На базе Калужского завода «Ремпутьмаш» ежегодно проводились международные выставки «Путевые машины», организуемые ОАО «Российские железные дороги».

## Филиалы и подконтрольные предприятия
В состав АО «Калужский завод „Ремпутьмаш“» входят 6 филиалов:
- Людиновский филиал
- Товарковский филиал
- Юго-Восточный
- Восточно-Сибирский
- Западно-Сибирский
- Северо- Западный

И 5 дочерних предприятий:
- Абдулинский ПРМЗ
- Верещагинский ПРМЗ
- Оренбургский ПРМЗ
- СПРМЗ Ремпутьмаш (Свердловский завод)
- Ярославский ВРЗ Ремпутьмаш

АО «Калужский завод „Ремпутьмаш“» является единоличным исполнительным органом (управляющей организацией) группы компаний РПМ.

## Адрес
248025 Россия 

г. Калуга, пер. Малинники, 21 

тел. (4842) 53-09-55 

факс: (4842) 51-49-43